# Ольхаузер, Райнер
Райнер «Оки» Ольхаузер (нем. Rainer „Oki“ Ohlhauser; родился 6 января 1941 года, Дильсберг (сейчас Неккаргемюнд), Баден-Вюртемберг, Нацистская Германия) — западногерманский футболист, нападающий, обладатель Кубка обладателей кубков УЕФА. Четвёртый бомбардир в истории мюнхенской «Баварии» (223).

## Клубная карьера
В девять лет Райнер Ольхаузер, талантливый спортсмен (чемпион Северного Бадена среди мальчиков в беге на 100 метров и прыжках в длину), начал играть в футбол в структуре «Дильсберга», клубе из его родного города, который выступал в Крайсклассе Гейдельберг в Северном Бадене. Отличался скоростью и поставленным ударом, со временем привлёк внимание «Зандхаузена», игравшего в Первой любительской лиге Северного Бадена. Выступал за клуб с 1958 по 1961 год. По итогам регулярного сезона 1960/61 Ольхаузер забил 29 голов, что позволило «Зандхаузену» выиграть Фербандслигу «Баден» и выйти в раунд на повышение во Вторую Оберлигу «Баден», где в группе с «Ханау 93», «Швеннингеном» и «Мюнхен 1860 Аматёр» занял последнее место. Тем не менее, сам Ольхаузер получил несколько предложений от клубов Оберлиги «Юг».
Ольхаузер принял предложение мюнхенской «Баварии» и переехал в клуб летом 1961 года. Выступая вместе с Вилли Гиземаном, Петером Гроссером и Вернером Ольком, он забил 23 гола в 26 матчах в своем первом сезоне, чем помог занять клубу третье место в турнирной таблице. На следующий год он забил 24 гола, а команда снова стала третьей. Соперник баварцев «Мюнхен 1860» завоевал с тренером Максом Меркелем чемпионский титул и таким образом квалифицировался в новосозданную Бундеслигу, в то время как другой мюнхенский клуб был вынужден провести следующие два сезона в Региональной лиге «Юг».
Перешедший из «Кёльна» Златко Чайковский собрал сильную команду из Зеппа Майера, Дитера Бреннингера, Рудольфа Нафцигера, Дитера Коульмана, Франца Беккенбауэра, Герда Мюллера и Райнера Ольхаузера. Последний сезон в Региональной лиге стал ещё более результативным для Ольхаузера, чем в Оберлиге до этого: он забил 75 голов в 71 игре. Его 42 гола в сезоне 1964/65 сделали его лучшим бомбардиром Региональной лиги «Юг» и установили рекорд лиги, который держится до сих пор. Он также возглавил список бомбардиров раунда на повышение, забив семь голов в ворота ахенской «Алеманнии», «Саарбрюккена» и «Теннис Боруссия Берлин» и опередив Юппа Хайнкеса и Герда Мюллера.
Забив в домашнем матче второго тура сезона 1965/66 в ворота «Айнтрахта», Ольхаузер стал автором первого гола «Баварии» в Бундеслиге. В том же году он завоевал свой первый трофей, обыграв в финале Кубка Германии «Дуйсбург». На следующий год повторил успех, а также взял первый еврокубок в истории клуба — 31 мая 1967 года в финале Кубка обладателей кубков был обыгран шотландский «Рейнджерс». В том матче Ольхаузер отдал пас на победный гол Франца Рота. В сезоне 1968/69 оформил дубль, взяв третий кубок и завоевав первое чемпионство в истории клуба. Однако в 1968 году Чайковского уволили, а пришедший вместо него Бранко Зебец в нападении ставил ставку на Герда Мюллера, из-за чего сезон 1969/70 Ольхаузер провёл в качестве полузащитника. За пять лет в Бундеслиге с 1965 по 1970 год он провёл 160 матчей и забил 64 гола, а всего за клуб провёл 355 игр, в которых забил 223 гола.
В 1970 году, спустя девять лет, он покинул мюнхенцев и перебрался в Швейцарию в цюрихский «Грассхоппер». В том же сезоне он выиграл чемпионат Швейцарии, а в последующие два года вместе с клубом занимал второе место. Остаток своей карьеры он провёл в клубе швейцарской Первой лиги «Винтертур» и любительских «Эмменбрюкке», «Фридрихсхафен» и «Неккаргемюнд» в качестве играющего тренера. В 1980 году окончательно повесил бутсы. После работал тренером академии «Гамбург» и ассистентом Бранко Зебеца в дортмундской «Боруссии». В 1982 году, сменив Хельмута Бентхауса, возглавил швейцарский «Базель». В сезоне 1982/83 занял 11-е место и покинул клуб, завершив тренерскую карьеру.

## Карьера в сборной
18 декабря 1968 года в рамках турне национальной сборной по Южной Америке в Сантьяго сыграл свой единственный матч в составе сборной ФРГ против сборной Чили.

## Личная жизнь
Первые годы своей футбольной карьеры в Мюнхене Ольхаузер параллельно работал монтажником стальных конструкций. После ухода из футбола до 2004 года руководил лотерейным агентством в своем родном городе Дильсберг (сейчас Неккаргемюнд).

## Достижения
«Бавария»
- Чемпион ФРГ: 1968/69
- Обладатель Кубка ФРГ (3): 1965/66, 1966/67, 1968/69
- Обладатель Кубка обладателей кубков УЕФА: 1966/67
- Победитель Региональной лиги: 1964/65

«Грассхоппер»
- Чемпион Швейцарии: 1970/71

Индивидуальные
- Лучший бомбардир Кубка ФРГ: 1965/66
- Обладатель Серебряного лаврового листа: 1967